# Sadova (Dolj)
Sadova é uma comuna romena localizada no distrito de Dolj, na região de Oltênia. A comuna possui uma área de 46.00 km² e sua população era de 8492 habitantes segundo o censo de 2007.